# Aischines från Sphettos
Aischines från Sphettos, med binamnet Sokratikern, var en antik grekisk filosof.
Aischines var en av Sokrates trognaste och mest begåvade lärjungar. Han berömmes särskilt för den trohet med vilken han upptecknade samtal hållna av Sokrates. Tre dialoger som finns bevarade under hans namn härrör sannolikt från senare sofister.